# Crotalaria microphylla
Crotalaria microphylla là một loài thực vật có hoa trong họ Đậu. Loài này được M.Vahl miêu tả khoa học đầu tiên.